# 路邊野餐
《路边野餐》是导演毕赣的处女作。《路边野餐》与斯特魯加茨基兄弟所著科幻小说同名，该小说后被塔可夫斯基拍成电影《潛行者》，毕赣受其影响将原名《惶然录》改为《路边野餐》。陈永忠、谢理循、余世学、郭月领衔主演。入選第68屆盧卡諾影展當代影人單元，亦是唯一一部入圍該競賽單元的華語電影。本片在台灣上映時，導演畢贛並發表電影同名詩集，由前景娛樂公司出版。中国大陆于2016年7月15日公映。

## 剧情介绍
在贵州凯里市，陈升是一名医生，并著有一本诗集《路邊野餐》。陈升少年時當小混混，在舞廳裏認識了後來的妻子張夕。花和尚曾借錢讓他給妻子看病，後來花和尚的兒子因為賭債被剁手活埋，陳升為了報答花和尚的恩情而為他兒子報仇，因而入獄九年。服刑期間母親和妻子病逝，出獄後在凱里縣城的小診所當醫生。
老歪是老陈同母异父的弟弟，育有一个儿子卫卫。老陈对卫卫很好，不过老歪与卫卫的关系并不好。在得知卫卫被带到镇远县后，老陈决定要把卫卫带回来。
同時，陳升的老醫生同事收到舊情人病重的消息，她託陳升帶三件信物（一張照片、一件襯衫和一盒磁帶）給在鎮遠的舊情人。
在去鎮遠縣城的路上，陳升來到一個叫「蕩麥」的地方，在那裡陳升彷彿經歷了過去、現在和未來。
最後陳升到了鎮遠，他只是在遠方用望遠鏡看了衛衛。老醫生的舊情人已病逝，陳升把老醫生的一張照片和一件襯衫交給了她舊情人的兒子。
影片以陳升口中读出的24首詩歌貫穿全片。在镇远县的一场戏有一段长镜头摄影。

## 角色
| 演员   | 角色         | 介绍                                                                             |
| 陈永忠 | 陳升         | 少年時當小混混，擅長開鎖，曾入獄。出獄後在凱里縣城的小診所當医生。               |
| 劉林豔 | 張夕         | 陳升妻子。兩人在舞廳認識，陳升服刑期間張夕病逝。                                 |
| 谢理循 | 老歪         | 陳升同父異母的弟弟，遊手好閒，不照顧兒子衛衛。因亡母房產分配等問題，跟陳升不和。 |
| 羅飛揚 | 衛衛（兒童） | 老歪之子，懼怕野人。他習慣在手臂上或者牆上畫鐘錶。被花和尚接到鎮遠生活。         |
| 余世学 | 衛衛（青年） | 蕩麥的摩托車司機，喜歡洋洋，曾載陳升到碼頭並教他如何制伏野人。                   |
| 郭月   | 洋洋         | 本來在镇远裁縫店工作的年轻女子，准备到凱里当导游。                               |
| 趙達清 | 老醫生       | 和陳升一起在凱里縣城診所工作的年老女醫生，有一舊情人在鎮遠。                     |
| 楊卓華 | 花和尚       | 黑道大哥，兒子被仇家剁手並活埋。                                                 |
| 曾帥   | 酒鬼         | 經常嚇衛衛，說有野人會來捉他。                                                   |
| 秦光黔 | 黃三         | 陳升的好友。                                                                     |

## 电影歌曲
| 曲別   | 歌名 | 演唱者         | 作詞 | 作曲 |
| 主題曲 | 告别 | 李泰祥、唐晓诗 |      |      |

## 工作人员
- 制作人：王子剑、单佐龙、李召玉
- 导演：毕赣
- 编剧：毕赣
- 剪辑：秦亚楠
- 文学策划：陈骥
- 原創配樂：林強
- 录音：梁凯
- 摄影：王天行

## 拍摄场地
- 城市：凯里

## 票房
中国大陆收获647万人民币。

## 得獎記錄
- 2015 第52屆金馬獎最佳新導演
- 2015 第52屆金馬獎國際影評人費比西獎
- 2015 法國南特影展三大洲最佳影片
- 2015 盧卡諾影展最佳新導演
- 2015 盧卡諾影展最佳首部電影特別提及
- 2015年度中国电影导演协会年度表彰评选年度青年导演：毕赣
- 2016年度亞太電影大獎（APSA 評審團大獎(JURY GRAND PRIZE)[4]